# Миљаковци
Миљаковци су насељено мјесто у граду Приједор, Република Српска, БиХ. Према попису становништва из 1991. у насељу је живјело 628 становника.

## Становништво
| Демографија | Демографија | Демографија |
| Година      | Становника  | Становника  |
| ----------- | ----------- | ----------- |
| 1961.       | 734         |             |
| 1971.       | 659         |             |
| 1981.       | 670         |             |
| 1991.       | 628         |             |